# Vadstena pastorat
Vadstena pastorat är ett pastorat i Vätterbygdens kontrakt i Vadstena kommun i Östergötlands län. 
Pastoratet bildades i nuvarande omfattning 2006 och består av följande församlingar:
- Vadstena församling,
- Dals församling

Pastoratskod är 020303.